# Kanariegras
Kanariegras (Phalaris) is een geslacht uit de grassenfamilie (Poaceae). De soorten komen voor in gematigde gebieden op het noordelijk halfrond en Zuid-Amerika.

## Soorten
- Phalaris amethystina Trin.
- Phalaris angusta Nees ex Trin.
- Phalaris aquatica L.
- Phalaris arundinacea L. - Rietgras
- Phalaris brachystachys Link
- Phalaris californica Hook. & Arn.
- Phalaris canariensis L. - Kanariezaad
- Phalaris caroliniana Walter
- Phalaris coerulescens Desf.
- Phalaris ×daviesii S. T. Blake
- Phalaris lemmonii Vasey
- Phalaris lindigii Baldini
- Phalaris maderensis (Menezes) Menezes
- Phalaris minor Retz.
- Phalaris paradoxa L.
- Phalaris peruviana H.Scholz & Gutte
- Phalaris platensis Henrard ex Wacht.
- Phalaris truncata Guss. ex Bertol.